# Stanley Wolfe
Stanley Wolfe (* 7. Januar 1924 in New York City; † 29. Mai 2009 in Yonkers/New York (Bundesstaat)) war ein US-amerikanischer Komponist und Musikpädagoge.

## Leben und Wirken
Wolfe studierte an der Juilliard School bei William Bergsma, Vincent Persichetti und Peter Mennin und schloss das Studium 1955 mit dem Mastergrad im Fach Komposition ab. Im gleichen Jahr begann er, dort Musiktheorie, zeitgenössische Musik und Komposition zu unterrichten. 1956 übernahm er die Leitung der Juilliard’s Extension Division, die er bis 1989 innehatte. Seine Lehrtätigkeit an der Juilliard School setzte er bis 2005 fort. Von 1969 bis 1973 war er außerdem Musikprofessor an der Fordham University.
Neben sieben Sinfonien komponierte Wolfe u. a. ein Canticle für Streicher, die Lincoln Square Overture für Orchester, Variations für Orchester, ein Adagio für Holzbläserquartett, ein Streichquartett, das Tanzstück King’s Heart und ein Violinkonzert, das 1989 von Mark Peskanov und dem New York Philharmonic Orchestra unter Leitung von Leonard Slatkin uraufgeführt wurde. Unter anderem wurde er mit drei Preisen des National Endowment for the Arts (1969, 1970 und 1977) und einem Preis der American Academy of Arts and Letters ausgezeichnet.